# Detector semicondutor
Um detector semicondutor é um detector de radiação ionizante onde o meio a ser ionizado é um semicondutor. Ou seja, é um dispositivo que quando colocado em um campo de radiação é capaz de indicá-la por meio das cargas elétricas geradas por essa radiação no material semicondutor.
Dispositivos empregando semicondutores como meio de detecção de radiação tornaram-se disponíveis no começo dos anos 1960. As primeiras versões eram chamadas de cristais contadores, mas os modernos detectores são conhecidos como diodos detectores ou detectores de estado sólido. Embora este último termo seja um pouco ambíguo, uma vez que detectores cintiladores também podem ser sólidos. Os semicondutores mais usados como detectores são o germânio e o silício.

## Princípio de funcionamento
De uma maneira geral, pode-se dizer que em materiais cristalinos há três bandas de energia em relação à condutividade de elétrons:
- banda de valência, que possui energia mais baixa, onde os elétrons normalmente se encontram em um material não excitado;
- banda proibida onde os elétrons não são permitidos;
- banda de condução onde os elétrons podem se movimentar com relativa liberdade pelo material.

Se a largura (em energia) da banda proibida for grande (maior que 5 eV) o material é dito ser um isolante, quando a largura é da ordem de 1 eV, o material é um semicondutor.

Radiação promovendo a um elétron da banda de valência para a banda de condução em um semicondutor.

Quando a radiação interage no semicondutor, a energia depositada no mesmo promove elétrons da banda de valência para a banda de condução. Os "elétrons faltantes" na banda de valência são chamados de "buracos" (ou lacunas), e comportam-se como uma carga positiva.  A energia média gasta pela radiação para criar um par elétron-buraco tem o nome de energia de ionização (ε).
Se, externamente ao semicondutor, for aplicado um campo elétrico, os pares elétron-buraco formados pela radiação serão atraídos pelo campo, gerando um pulso de corrente proporcional à radiação depositada.
O valor da energia de ionização (ε) independe do tipo e da energia da radiação incidente, isso contribui para a versatilidade e flexibilidade do detector semicondutor.  Além disso, o baixo valor de ε (da ordem de 3 eV) comparado com a energia para criar um par elétron-íon num gás (da ordem de 30 eV - princípio de funcionamento de uma câmara de ionização), leva a um maior número de pares criados, melhorando a relação sinal-ruído.

### Junção P-N
Mesmo o mais puro semicondutor exibe uma certa condutividade à temperatura ambiente. Dessa forma quando o campo elétrico externo é aplicado, surge uma "corrente de fuga", mesmo na ausência de radiação ionizante. Essa corrente é muito maior que o valor gerado pelos pares elétron-buraco criados quando ocorre a interação com a radiação, impedindo a detecção correta.
Uma forma de reduzir a corrente de fuga para valores aceitáveis é construindo no semicondutor uma junção P-N. Essa junção é a região de contato entre semicondutores do tipo N (que possui impurezas doadoras de elétrons) e tipo P (que possui impurezas aceitadoras de elétrons).
Na junção, os elétrons em excesso do semicondutor tipo N movem-se para o lado do semicondutor P (com excesso de buracos) e vice-versa. Assim forma-se ao redor da junção uma região onde não há portadores de carga livres (elétrons ou buracos) conhecida como região de depleção.
O papel mais comum desempenhado por uma junção P-N é o de um diodo.
As propriedades da junção são tais que quando uma tensão é aplicada na direção "direta" a corrente flui prontamente, mas se a tensão é aplicada na direção "reversa", pouquíssima corrente flui.
Quando um diodo é polarizado reversamente a região de depleção aumenta, e pode, dependendo do tipo de detector, alcançar todo o volume deste. A região de depleção torna-se então o volume ativo do detector, exibindo baixa corrente de fuga e permitindo a medição da corrente produzida pela radiação.

## Tipos de detectores semicondutores

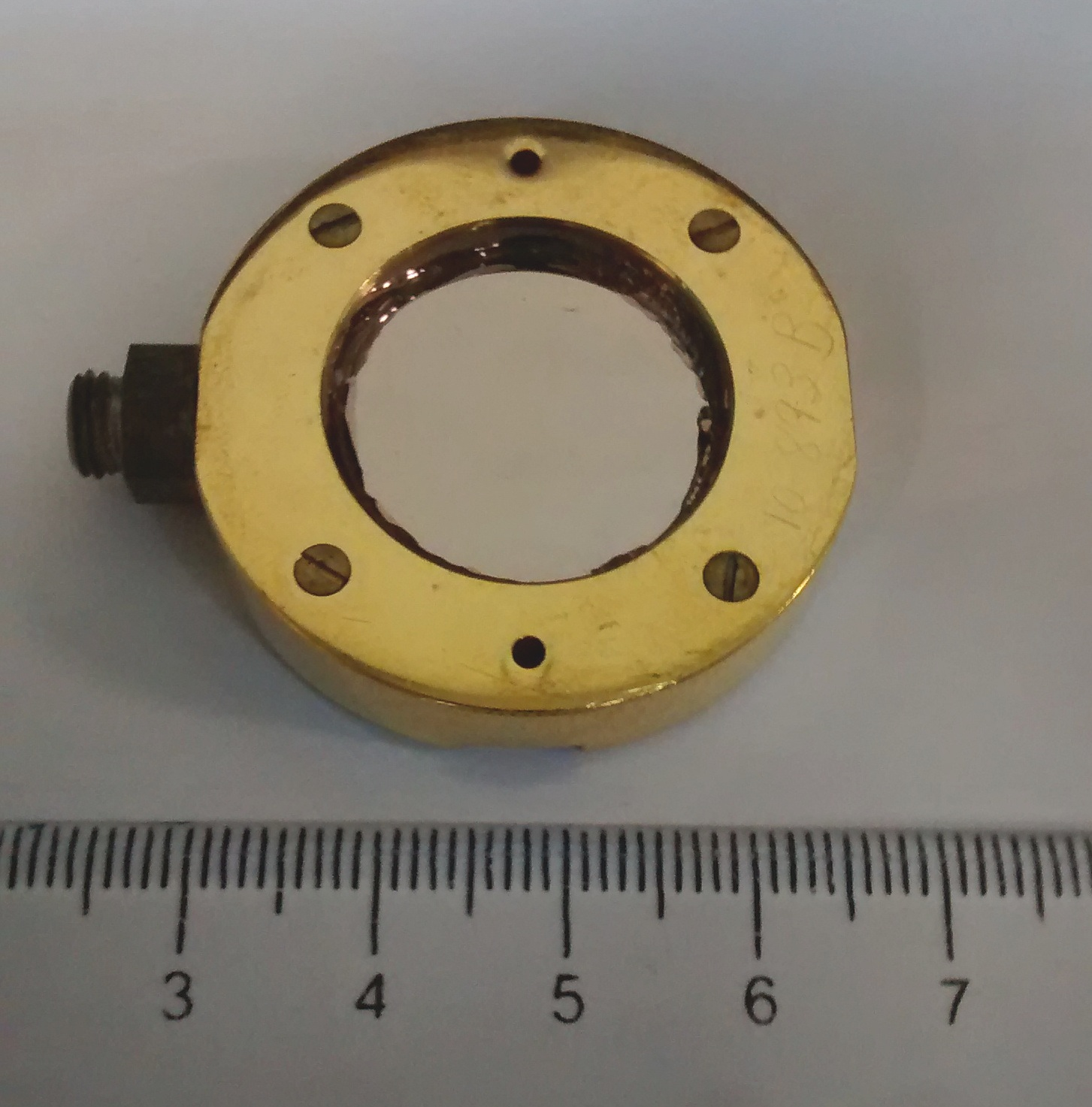
Detector semicondutor do tipo barreira de superfície.

### Barreira de superfície
Usualmente é feito a partir de uma lâmina fina de silício de alta pureza do tipo N, que é cortada, polida e quimicamente tratada. Posteriormente, o silício é exposto a um agente oxidante por vários dias. Como resultado da oxidação, há a formação de uma alta densidade de "armadilhas" para elétrons, que fazem as vezes de um material tipo P, criando uma região de depleção. Em seguida, uma camada fina de ouro é evaporada sobre a superfície e serve como contato elétrico.
Como a superfície de entrada para a radiação é muito fina, ela torna-se muito sensível a danos causados por vapores, além disso a superfície nunca deve ser manuseada diretamente.

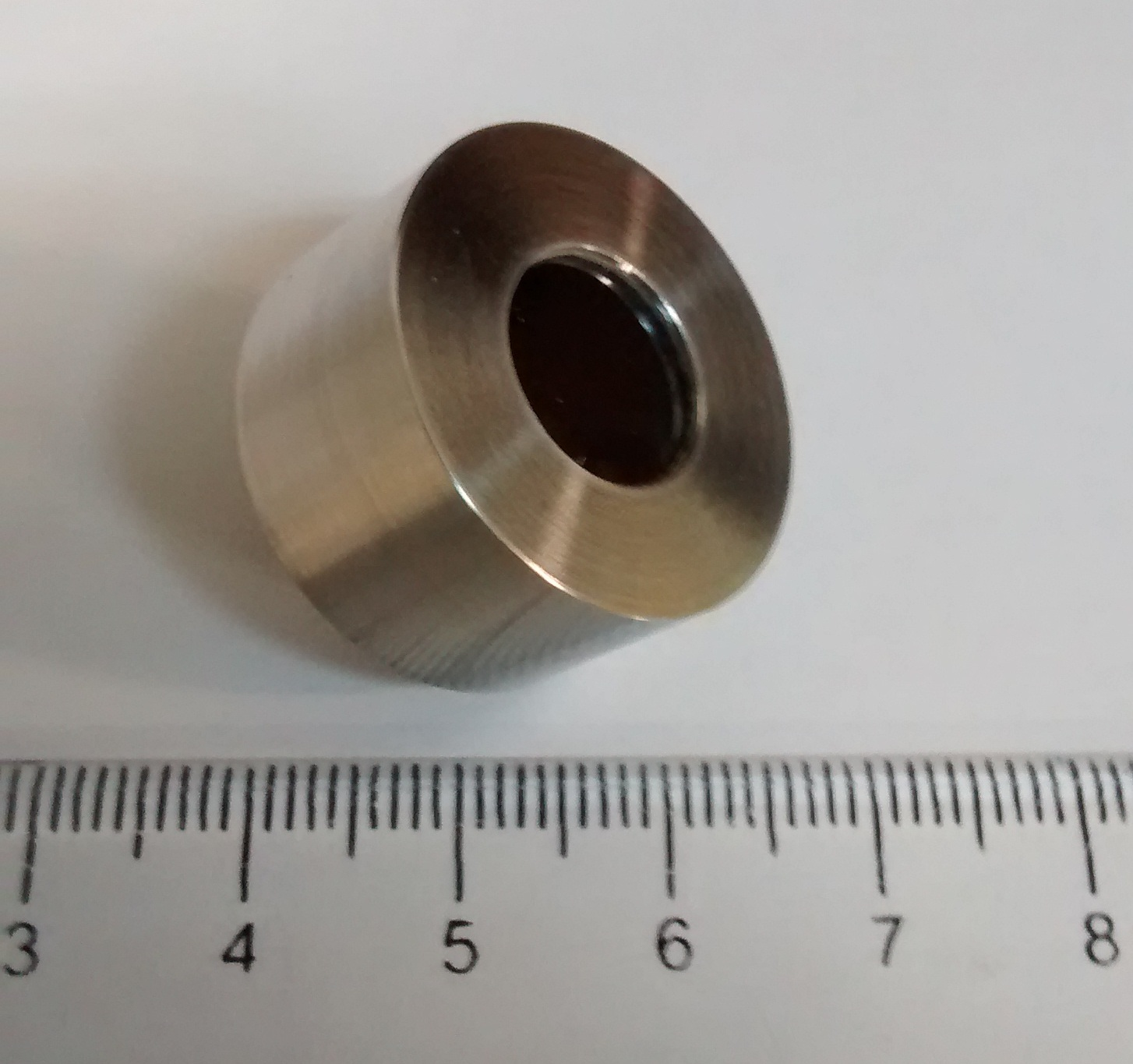
Detector semicondutor do tipo implantação iônica.

É usado para a detecção de partículas carregadas (como alfas, prótons e elétrons) e também é sensível a luz visível.

### Junção difundida
É feito a partir de uma lâmina fina de silício do tipo P. Uma fina camada de silício do tipo N é formada na superfície, pela aplicação de um composto de fósforo, que é posteriormente aquecido a temperaturas da ordem de 800 a 1000 °C. O fósforo se difunde dentro do silício e o "dopa" com doadores de elétrons. Assim o silício tipo N na frente e o tipo P atrás formam uma junção P-N.
É usado para a detecção de partículas carregadas (como alfas, prótons e elétrons). Porém esse detector possui uma "camada morta" na superfície, antes da região de depleção, relativamente espessa (da ordem de 2000 nm). Essa camada é uma desvantagem para a detecção de partículas carregadas pois uma parte de energia dessas partículas é perdida nessa camada antes que as mesmas cheguem a região ativa do detector.

### Implantação iônica
Como os detectores acima, este também é usado para a detecção de partículas carregadas (como alfas, prótons e elétrons).
Neste tipo de detector a junção P-N é formada a partir de uma lâmina de silício que tem  sua superfície exposta a um feixe de íons proveniente de um acelerador. Este método é conhecido como implantação iônica, e pode formar camadas do tipo N ou tipo P dependendo do tipo de íon usado (fósforo ou boro, respectivamente).
Nesta técnica, o perfil de concentração das impurezas adicionadas pode ser precisamente controlado (controlando-se a energia do feixe de íons). Isso permite a criação de uma "camada morta", na entrada do detector, extremamente fina (da ordem de 30 a 50 nm), muito menor portanto que a dos detectores de barreira de superfície e junção difundida, discutidos acima.
Como a camada superficial não é produzida por uma evaporação delicada e sim por implantação iônica, a sua superfície pode ser manuseada e limpa com algodão e álcool isopropílico.

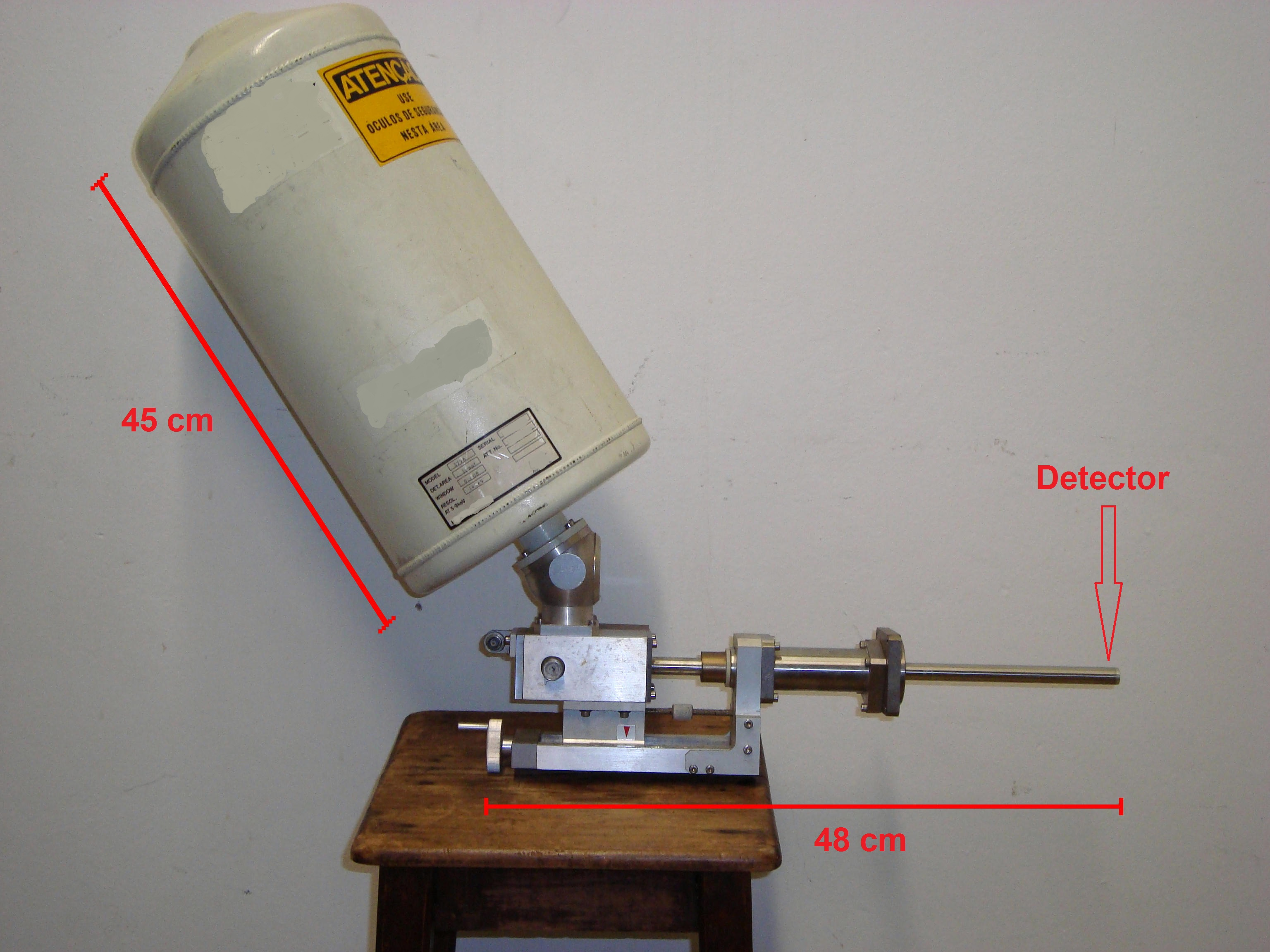
Detector semicondutor do tipo silício lítio - Si(Li). O elemento detector encontra-se na ponta da haste. Note também o "dewar" que contém o nitrogênio líquido.

### Silício-lítio e Germânio-lítio
Nos detectores de barreira de superfície, junção difundida e implantação iônica (vistos acima), a região ativa do detector possui um limite máximo de 2 mm. Isso impede que a radiação de mais alta energia seja adequadamente detectada. Para aumentar a região sensível, íons de lítio são difundidos da superfície do detector até seu interior. Esse processo foi usado com sucesso tanto no silício - Si(Li) como no germânio - Ge(Li). No caso do silício, detectores com profundidades de até 5 mm são possíveis e no caso do germânio de até 12 mm. Estes detectores são usados para a detecção de raios X e raios gama.

O processo de fabricação consiste de dois passos: difusão e deriva do lítio. Primeiramente o lítio (tipo N) é aplicado na superfície de um cristal de silício ou germânio do tipo P e a difusão ocorre em temperaturas da ordem de 200 a 450 °C, formando uma junção P-N. Em seguida, a uma temperatura mais baixa (de 40 a 150 °C) e com a aplicação de um campo elétrico que polariza reversamente a junção, o lítio sofre uma lenta deriva que pode durar vários dias ou semanas. Dessa forma uma região de silício "intrínsico" é criada, na qual as impurezas do tipo N e P estão em perfeito equilíbrio. Esta região torna-se a região ativa do detector.

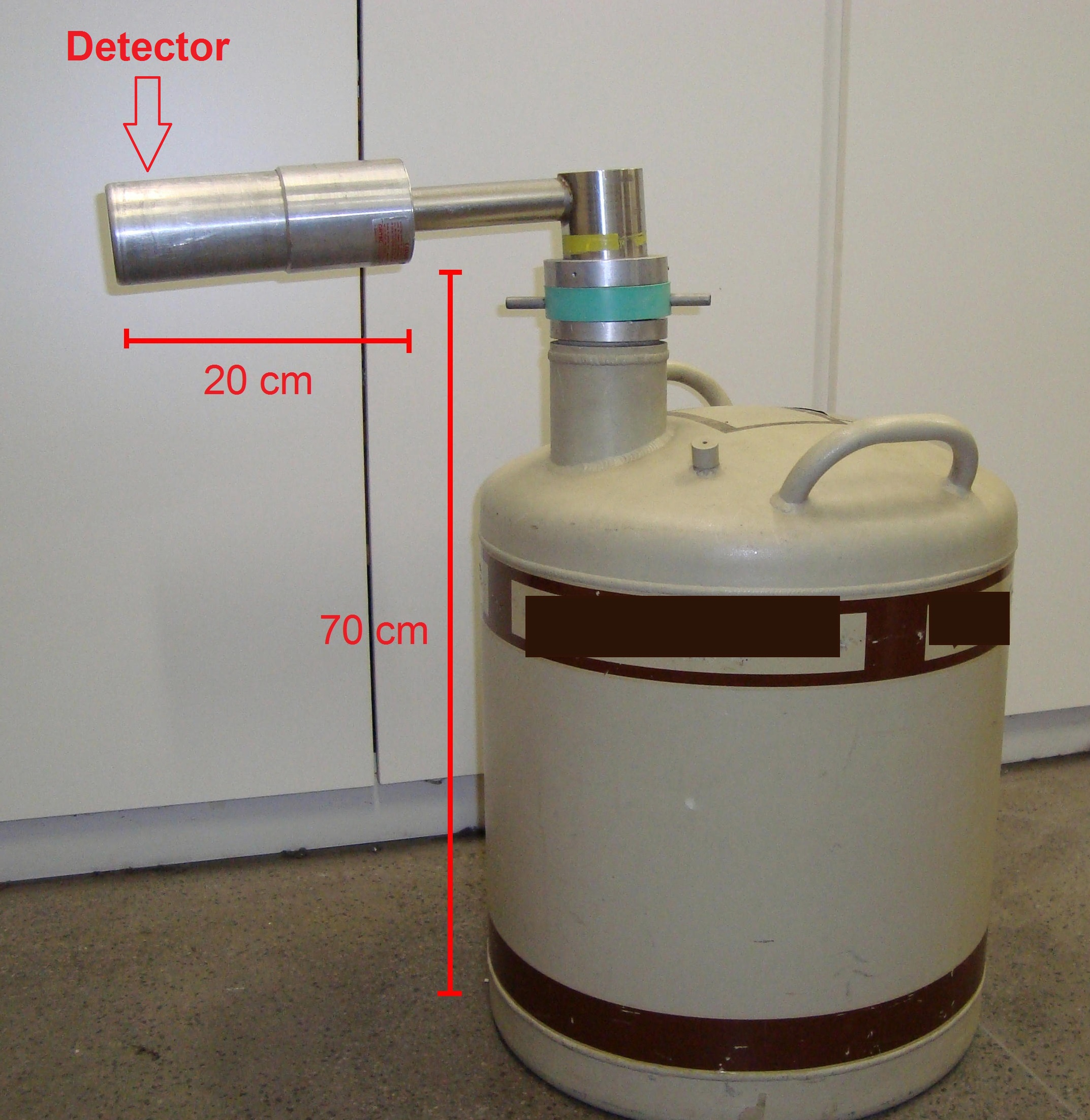
Detector semicondutor do tipo germânio hiperpuro - HPGe. O elemento detector encontra-se na ponta da cápsula. Note também o "dewar" que contém o nitrogênio líquido.

Diferentemente do silício, a mobilidade dos íons de lítio é muito alta no germânio, mesmo à temperatura ambiente. Assim para preservar a região intrínsica no germânio é necessário que o cristal seja resfriado a baixas temperaturas, tipicamente usando-se nitrogênio líquido (77 K), que fica armazenado em um "dewar". Mais recentemente, detectores de germânio de alta pureza tem sido fabricados, levando os Ge(Li) a tornarem-se obsoletos.

### Germânio hiperpuro
Em meados dos anos de 1970, a produção de germânio de alta pureza (HPGe), que possuem uma concentração de 1010 átomos/cm3 de impurezas, possibilitou a construção de detectores sem a necessidade do uso do lítio. Esse material é conhecido como "germânio intrínsico" e com ele podem ser construídos detectores com uma região de depleção (ativa) de vários centímetros.
Esse detector é formado por um cristal levemente tipo P ou N e de contatos nas extremidades feitos por implantação iônica ou difusão, para gerar a junção P-N, podendo assumir várias geometrias como planar ou coaxial.
A grande vantagem desse tipo de detector é que como não há lítio, ele pode ser estocado em temperatura ambiente, embora durante a operação ainda seja necessário refrigerá-lo a temperatura do nitrogênio líquido (77 K) para diminuir a corrente de fuga.
Como o germânio possui um número atômico (Z=32) maior que o silício (Z=14), esse detector torna-se mais eficiente para a detecção de radiações gama de alta energia.